# Magtymguly Pyragy

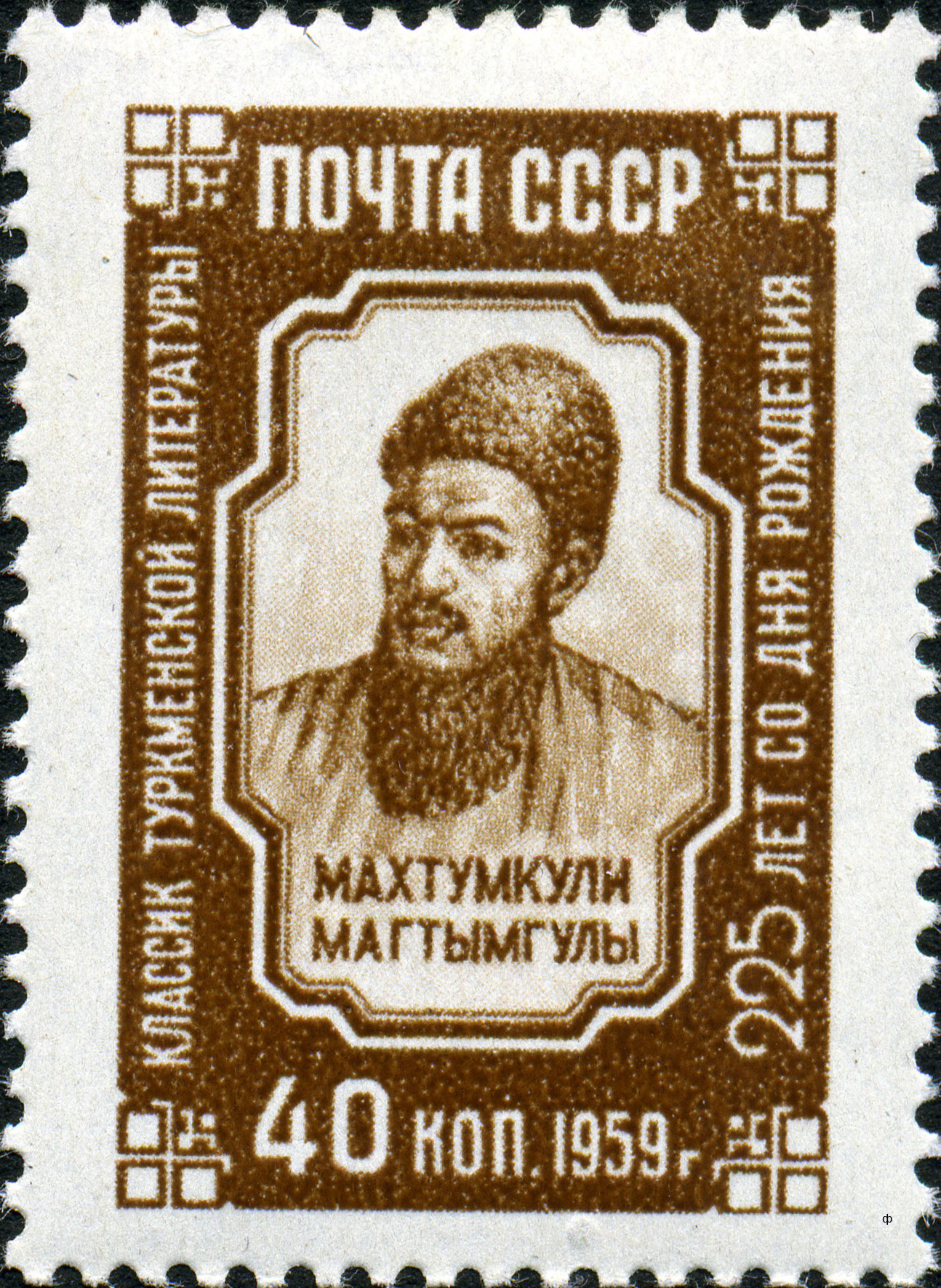

Magtymguly Pyragy (Hajji Qushan, 18 maggio 1724 – 1807) è stato un poeta turkmeno.

## Opera
Leader spirituale del Turkmenistan, fu promotore dell'idea di mantenere sacra la via dei turkmeni e di mantenere l'unità e l'integrità della nazione turkmena, oltre che l'indipendenza e l'autonomia stessa dalle potenze straniere.
È da notare che le tribù turkmene del XVIII secolo furono strappate da conflitti interni e dalle aggressioni dei potenti vicini. Gran parte della poesia di Magtymguly raffigura la sofferenza della gente comune, succube spesso di coloro che sono al potere. Magtymguly ha così criticato governanti e figure religiose che sfruttavano le condizioni di povertà, imperante molto spesso in quel periodo.
Fu tra i primi poeti turkmeni ad introdurre l'uso del classico Chagatai, la lingua dei corsi dei Khans dell'Asia Centrale, come linguaggio letterario e la sua poesia, in molti aspetti filosofica, è caratterizzata spesso dai temi popolari e citata come proverbi nella società turkmena. 
Diverse sue poesie sottolineano alcuni insegnamenti e pratiche del Corano e descrivono obiettivi etici e spirituali; in esse si può riscontrare un sottofondo religioso e mistico ispirato al sufismo.
Magtymguly Pyragy è ampiamente venerato come santo tra le comunità turkmene: il 18 maggio di ogni anno, giorno del suo compleanno è una ricorrenza nazionale in Turkmenistan, celebrata per due giorni (il 18 e il 19), col Giorno della Rinascita, dell'unità e della Poesia di Magtymguly